# Дедисимеди
Дедисимеди (груз. დედისიმედი; ум. 1595) — грузинская княжна из дома Багратион-Мухранских, боковой ветви царской династии Багратионов.
Она была принцессой-консортом Самцхе, женой Кайхосро II Джакели (годы правления 1545—1573) и регентом своего сына Кваркваре IV Джакели (годы правления: 1573—1581). Она сыграла ведущую роль в гражданской войне, которая охватила Самцхе с 1576 по 1578 год. После захвата ее княжества Османской империей, Дедисимеди удалилась в Картлийское царство, оставив бразды правления своему сыну Манучару II Джакели, который продолжал править как османский паша.

## Биография

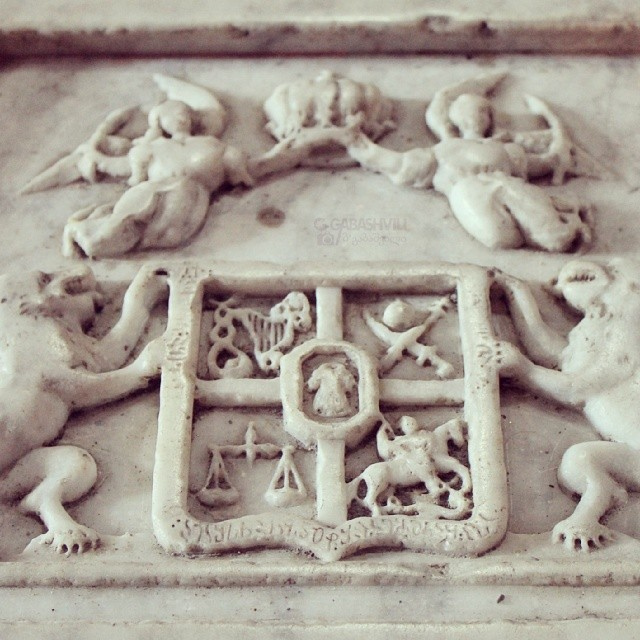
Герб князей Багратиони-Мухранели

Дедисимеди - представительница рода Багратиони-Мухранели, боковой ветви царского дома Багратионов из Картлийского царства.
Источники различаются относительно ее родителей. Летопись Месхианской Псалтири XVI века а также работы грузинского историка XVIII века царевича Вахушти и церковная надпись из Вале предполагают, что отцом Дедисимеди был Баграт I Мухранбатони, сын царя Картли, Константина II.
Напротив, современный редактор «Грузинских хроник» Вахушти, Бери Эгнаташвили, ошибочно считает ее дочерью сына Баграта, Ашотана и, следовательно, сестрой святой Кетеван-мученицы.
Как утверждает Эгнаташвили, при замужестве с семьей Джакели ей дали имя Дедисимеди — буквально «надежда матери», — уже известное в семье раньше: так звали супругу Кваркваре IV Джакели, умершего в 1489 году до событий ее вдовства, а в одном из изданий «Грузинских хроник» вдовствующая принцесса упоминается как «Дебора, бывшая Дедисимеди».
Это породило гипотезу о том, что в какой-то момент своей жизни и, вероятно, после смерти мужа в 1573 году Дедисимеди могла стать монахиней под именем Дебора.
Многие современные учёные, такие как К. Шарашенидзе и Ш. Ломсадзе отвергли такую возможность из-за ее активного участия в войнах и политических играх.

### Брак
Дедисимеди вышла замуж за мтавара Кайхосро II Джакели, 22-летнего принца-атабага Самцхе, в 1545 году.
Правление Кайхосро над Самцхе, одним из первых отколовшихся государств единого Грузинского Царства, было омрачено непрекращающимся ирано-османским соперничеством за территорию, непростыми отношениями с соседними грузинскими государствами и междоусобными распрями.
Пришедший к власти в результате османской интервенции, Кайхосро закончил свое правление, наблюдая, как западная часть его княжества ассимилировалась османами, а восточная часть, где он предпочитал оставаться, подчинялась Ирану. Он умер во время посещения двора шаха Тахмаспа I в Казвине в 1573 году.
О жизни Дедисимеди в бурные годы правления Кайхосро известно немного. В период расцвета мусульманских империй она покровительствовала христианству и в 1561–1563 годах, восстановила церковь Божией Матери Валейской. Ей также приписывают то, что она была одним из авторов «Хроники месхетинской Псалтыри», фрагментарного отчета о событиях 1561–1587 годов в Самцхе (Месхети), прикрепленного к рукописи Псалтири.

## Регентство
После смерти Кайхосро II, главой Самцхе стал Кваркваре IV, старший из восьми его детей от Дедисимеди. Поскольку он был еще молод и неопытен, фактическое управление страной взяла на себя Дедисимеди и дворянин Вараз Шаликашвили, сестра которого была любимой женой в гареме шаха Тахмаспа I.
В 1574 году кахетинский дворянин Чолокашвили , стремясь отвлечь внимание шаха от дел Кахетии, успешно распустил слухи, чтобы убедить Дедисимеди в вероломстве Шаликашвили. Вдовствующая принцесса, которую историк Вахушти описал как властную, ревнивую и жестокую, убила Шаликашвили по обвинению в заговоре с иранцами.
Шах Тахмасп отреагировал на убийство своего зятя и союзника вторжением в Самцхе.
Дедисимеди и ее сыновья были обращены в бегство в горы Аджарии, а многие из их замков были переданы исламизированному сыну убитого Шаликашвили Коколе (Махмуд-хану).
Когда шах ушел, Дедисимеди смогла возобновить свое правление, но за этим последовало восстание и покушение на ее сына, Кваркваре IV.
С 1576 по 1578 год в восточной части Самцхе бушевала гражданская война между фракцией Джакели и аристократической оппозицией во главе с Коколой Шаликашвили, в результате которой такие города, как Тмогви, остались в руинах. Дедисимеди лично участвовала в боевых действиях, руководя операциями в Кели и Тмогви.
В конце концов, князья Джакели одержали победу, но опустошенная страна стала легкой мишенью для мощного удара османской армии под командованием Лалы Кара Мустафы-паши в августе 1578 года. Дворяне Самцхе подчинились после символического сопротивления, и Лала-паша выступил за общие дела с более способным и расчетливым сыном Дедисимеди, Манучаром, соправителем его матери. Джакели признали сюзеренитет Османской империи.
Лала-паша встретила Дедисимеди на ее базе в Окросцихе и вежливо дала понять, что ее старшие сыновья должны стать мусульманами.
В 1579 году Кваркваре и Манучар отправились в Константинополь, и последний помпезно принял ислам под именем Мустафа. После смерти Кваркваре в 1581 году, Манучар-Мустафа стал османским наместником уменьшенного Самцхе, то есть пашой пашалыка Чилдир.
Дедисимеди покинула оккупированный Османской империей Самцхе-Саатабаго в 1585 году, и удалилась в Ахалдабу, в Картлийском царстве, где Манучар, восставший против османской власти, также нашел убежище. В начале 1586 года Манучар согласился с требованиями Османской империи и отправил Дедисимеди и ее внука, сына Кайхосро, в Самцхе.
После этого она исчезает из современных исторических записей, за исключением османских финансовых документов 1595 года, в которых перечислены ранее принадлежавшие ей поместья в Самцхе.

## Семья
Была замужем за князем Самцхе-Саатабаго, Кайхосро II-ым Джакели. От этого брака потомство:
- Кваркваре IV
- Манучар II
- Бека III (принял ислам и получил имя Сефер-паша)
- Иоанэ Прекрасноглазый
- Бэзил
- Мзечабук
- Элена
- Тамар